# 雅马纳龙属
雅马纳龙（属名：Yamanasaurus，意为“雅马纳的蜥蜴”）是厄瓜多尔普拉亚斯河组的一属萨尔塔龙亚科泰坦巨龙类蜥脚下目恐龙，生存于大约6690万年前的晚白垩世马斯特里赫特阶，模式种兼唯一种洛哈雅马纳龙（Yamanasaurus lojaensis）是厄瓜多尔发现的第一种非鸟类恐龙。